# Polibutilentereftalato
Il polibutilentereftalato (PBT), è un materiale termoplastico semicristallino derivato dal petrolio, è un tecnopolimero appartenente alla famiglia dei poliesteri. Viene prodotto attraverso una reazione di policondensazione tra il glicole 1,4-butilenico e l'acido tereftalico, ovvero attraverso un processo di polimerizzazione del 1,4-butandiolo e dell'acido tereftalico.
Il PBT viene impiegato principalmente nello stampaggio a iniezione di parti realizzate in plastica che devono soddisfare requisiti elevati di resistenza e rigidità.
Viene denominato anche con la sigla PTMT, meno utilizzata.

## Storia
Non è possibile stabilire con sicurezza dove sia stato sintetizzato il PBT per la prima volta, ma gli studi di Wallace Carothers che sono alla base della sua sintesi risalgono agli anni venti del Novecento. Negli anni quaranta il polimero, che ha una storia di sviluppo collegata a quella del PET, veniva sicuramente già sintetizzato in laboratorio. 
La commercializzazione iniziò alla fine degli anni sessanta.

## Proprietà
Il PBT è caratterizzato da proprietà che lo rendono adatto a una vasta gamma di applicazioni. In generale, è un materiale versatile e affidabile, semicristallino con notevole resistenza chimica, buona rigidità meccanica, eccellenti proprietà elettriche, buone proprietà di frizione e resistenza all'abrasione, grande rigidità, durezza e resistenza al calore (fino a 140 °C); tali proprietà rimangono stabili a prescindere dalle condizioni ambientali. Il suo coefficiente di dilatazione è basso. 
Le sue caratteristiche di elevata resistenza e rigidità lo rendono ideale per utilizzi in cui è richiesta robustezza strutturale. Inoltre, offre stabilità dimensionale e presenta una bassa tendenza al creep, caratteristiche che ne garantiscono l'affidabilità a lungo termine.
Il PBT può anche essere trasformato in filo con proprietà elastiche simili al Lycra, che lo rendono adatto per abbigliamenti sportivi e costumi da bagno. Per questo tipo di usi è particolarmente importante la sua elevata resistenza al cloro e al sale.
Il basso coefficiente di espansione termica e il basso assorbimento di acqua, assieme alla sua struttura cristallina, permettono al PBT di prendere il posto di resine termoindurenti e metalli in determinate applicazioni. Alcuni gradi di PBT sono inoltre a rapida cristallizzazione, permettendo cicli più rapidi.
Rispetto al PET, il PBT ha una maggiore resistenza agli urti, specialmente alle basse temperature. Grazie alla sua resistenza alle basse temperature, il PBT è molto più facile da modificare ed è quindi disponibile come prodotto rinforzato.
Infine, il PBT presenta buone capacità adesive e saldabilità, che lo rendono versatile e facilmente lavorabile per soddisfare le esigenze specifiche dell'applicazione.

## Impieghi
Il PBT viene impiegato in vari settori, come l'ingegneria elettrica, l'industria automobilistica e quella domestica. Per esempio, il PBT è ampiamente utilizzato nella produzione di film estrusi per molteplici applicazioni, come avvolgimento di cavi elettrici, supporti per emulsioni fotografiche, imballaggi speciali e bottiglie. Viene utilizzato anche per realizzare alloggiamenti, connettori elettrici, teste di doccia, fibre per spazzolini da denti e ciglia finte, e anche per le tastiere di alcuni computer di fascia alta. Grazie alla sua resistenza al cloro e alle soluzioni caustiche è adatto anche per le applicazioni nelle industrie alimentari.
Per migliorare le proprietà di resistenza al fuoco del PBT, si utilizzano sistemi di ritardanti di fiamma a base di fosforo che soddisfano i requisiti di sicurezza imposti dai test di infiammabilità e altri standard internazionali. Questi materiali sono impiegati soprattutto nell'industria elettrica ed elettronica per garantire la sicurezza dei prodotti elettronici e prevenire eventuali incendi. Inoltre, viene spesso rinforzato con fibre di vetro per la produzione di oggetti stampati.
Il 75% del PBT prodotto viene arricchito con fibra di vetro o altri materiali rinforzanti per migliorare la sua robustezza e la sua convenienza economica. Invece, circa il 15% viene mescolato con policarbonato o polietilentereftalato; queste miscele trovano largo impiego nella produzione di componenti per autoveicoli, come cruscotti e paraurti.